# Русэлпром
Русэлпром — электромашиностроительный концерн, контролируемый Дорохиным В. В. В 2017 году занимал 389 место в рейтинге RAEX-600, является предприятием полного цикла, объединяющим металлургическое, кузнечное, прессово-рамное, механосборочное, специальное машиностроение и инструментальное производство. Основные производственные мощности находятся в городах: Санкт-Петербург, Владимир, Сафоново Смоленской области. Зарегистрированные товарные знаки — «Русэлпром», «CombiDrive», «Ruselprom»
Концерн Русэлпром наряду с Чебоксарским электроаппаратным заводом, компанией Интегра, Группой ГМС, группой Кунгур, ГК Римера и ЗЭиМ является крупнейшим российским производителем электроприводов.

## История
Образовался концерн в 1991 году в результате реформирования Министерства электротехнической промышленности России. С 2000 года в него вошёл Сафоновский электромашиностроительный завод, с 2002 года владимирский Научно-исследовательский и проектный институт НИПТИЭМ и Владимирский электромоторный завод, значительная часть акций которого уже принадлежала Дорохину В. В., с 2003 года Ленинградский электромашиностроительный завод и с 2004 года НПП «Русэлпром-Электромаш».
В 2005 году численность работников составляла 9000 человек, а доля компании на российском рынке генераторов и крупных электрических машин (от 1000 кВт до 32,5 МВт) была 40 %, а на рынке электродвигателей общепромышленного назначения (от 0,18 до 1000 кВт) была 35 %.

## Собственники и руководство

### Совет директоров
В разное время в совет директоров Русэлпром входили следующие лица:
- Дорохин Владимир Васильевич (14.06.1965) — генеральный директор ЗАО «РОЭЛ Групп», генеральный директор ООО «Русэлпром», кандидат технических наук, член-корреспондент Международной Академии организационных наук.
- Аганбегян Абел Гезевич (08.10.1932) — зав. кафедрой экономической теории и практики АНХ при Правительстве РФ, академик РАН,профессор.
- Гловацкий Анатолий Васильевич (21.01.1939) — генеральный директор ОАО «Русэлпром».
- Русаковский Алексей Михайлович (29.12.1952) — генеральный директор ОАО «ВЭМЗ», доктор электротехники, академик Академии электротехнических наук РФ.
- Бродский Леонид Львович — исполнительный директор РУСЭЛПРОМ, кандидат технических наук
- Иконников Александр Вячеславович (05.04.1971) — председатель Наблюдательного Совета Ассоциации независимых директоров (АНД) России, кандидат экономических наук.
- Масютин Святослав Анатольевич (14.07.1948) — председатель Наблюдательного Совета ОАО «СЭЗ», академик РАЕН, доктор экономических наук, Заслуженный экономист России, профессор.
- Тренев Василий Николаевич (28.06.1957) — первый заместитель генерального директора ЗАО «РОЭЛ Групп», генеральный директор «РОЭЛ Консалтинг», доктор технических наук, академик РАЕН, профессор.

### Структура
| Название и реквизиты | Функции                                        | Руководство                                           | Учредители | Состояние                                                                                       |
| --- | ---------------------------------------------- | ----------------------------------------------------- | --- | ----------------------------------------------------------------------------------------------- |
| ОАО Электротехнический концерн «Русэлпром» (ИНН 7709689143) | холдинговая компания                           | Гловацкий Анатолий Васильевич                         | РОСЭЛПРОМ Финанс-Девелопмент ГмбХ (КИО 20364, КПП 775087001) Информация об актуальных акционерах хранится в АО Реестр (ИНН 7704028206).                | действующее по состоянию на 2020 год, с 10.08.2018 микропредприятие                             |
| ООО «Русэлпром» (ИНН 7701536427) | управленческо-консультационные функции         | Дорохин В. В.                                         | ОАО Электротехнический концерн «Русэлпром» (ИНН 7709689143)                                                                                            | действующее по состоянию на 2020 год                                                            |
| ЗАО «ФИНИНВЕСТ» (ИНН 7709846879) | холдинговое общество                           | Иванова И. В.                                         | держателем реестра является ЗАО РДЦ ПАРИТЕТ (ИНН 7723103642)                                                                                           | действующее по состоянию на 2020 год                                                            |
| ООО «Концерн РУСЭЛПРОМ» (ИНН 7709976356) | холдинговое общество                           | Русаковский А. М.                                     | 99 % ЗАО «ФИНИНВЕСТ» (ИНН 7709846879), 1 % Иванова И. В.                                                                                               | действующее по состоянию на 2020 год, старое название ООО «Национальная технологическая группа» |
| ООО «Русэлпром Менеджмент» (ИНН 7714511500) | управляющая организация                        | Дорохин В. В.                                         | Дорохин В. В. | действующее по состоянию на 2020 год                                                            |
| ООО «Русэлпром» (ИНН 9729069624) | управляющая организация                        | Воротников А. В.                                      | ООО «Концерн РУСЭЛПРОМ» (ИНН 7709976356) | действующее по состоянию на 2020 год                                                            |
| ООО «Русэлпром. Электрические машины» (ИНН 9729066278) | сбытовая структура с сетью филиалов            | ООО «Русэлпром Менеджмент» (ИНН 7714511500)           | ООО «Концерн РУСЭЛПРОМ» (ИНН 7709976356) | действующее по состоянию на 2020 год                                                            |
| ООО «Русэлпром-ВЭМЗ» (ИНН 3328017850) | производственное предприятие                   | ООО «Русэлпром» (ИНН 9729069624)                      | ООО «Концерн РУСЭЛПРОМ» (ИНН 7709976356) | с 10.07.2017 среднее предприятие, действующее по состоянию на 2020 год                          |
| ООО «Русэлпром. СЭЗ» (ИНН 6726024115) | производственное предприятие                   | ООО «Русэлпром Менеджмент» (ИНН 7714511500)           | ООО «Концерн РУСЭЛПРОМ» (ИНН 7709976356) | с 10.03.2018 как микропредприятие, действующее по состоянию на 2020 год                         |
| ООО «РУСЭЛПРОМ-Сафоновский Электромашиностроительный Завод» (ИНН 6726018993)                                                                                    | бывшее производственное предприятие            |                                                       | | с 11.12.2019 в конкурсном производстве                                                          |
| ООО «Русэлпром-ЛЭЗ» (ИНН 7817067478) | производственное предприятие                   | ООО «Русэлпром Менеджмент» (ИНН 7714511500)           | ООО «Концерн РУСЭЛПРОМ» (ИНН 7709976356) | с 10.03.2017 микропредприятие, действующее по состоянию на 2020 год                             |
| ООО "НПО «Ленинградский электромашиностроительный завод» (ИНН 7817326845)                                                                                       | производственное предприятие                   |                                                       | ОАО Электротехнический концерн «Русэлпром» (ИНН 7709689143)                                                                                            | Находится в конкурсном производстве с декабря 2018 года                                         |
| ООО "НПП «Русэлпром-Электромаш» (ИНН 7817054373) | производственное предприятие                   | ООО «Русэлпром» (ИНН 7701536427)                      | ОАО Электротехнический концерн «Русэлпром» (ИНН 7709689143)                                                                                            | с 10.08.2018 среднее предприятие, действующее по состоянию на 2020 год                          |
| ПАО НИПТИЭМ (Публичное Акционерное Общество Научно-исследовательский проектно-конструкторский и технологический институт электромашиностроения), ИНН 3328100040 | проектирование и испытания                     | с 26.03.19 Макаров Л. Н., c 23.01.2020 Скитович С. В. | держателем реестра является АО «ИНДУСТРИЯ-РЕЕСТР» (ИНН 3302021034)                                                                                     | действующее по состоянию на 2020 год                                                            |
| ООО РУСЭЛПРОМ-Трансформатор (ИНН 7709770919) | проектирование трансформаторов                 | Кубарев Л. П.                                         | 24 % ОАО Электротехнический концерн «Русэлпром» (ИНН 7709689143), 19 % Кубарев Л. П., 19 % Городницкий И. Н., 19 % Гловацкий А. В., 19 % Дорохин В. В. | действующее по состоянию на 2020 год                                                            |
| ООО «Русэлпром. Техэлектромаш» (ИНН 9729298328) | изготовление и продажа трансформаторов         | с 29 июля 2020 г. Воротников А. В.                    | ООО «Концерн РУСЭЛПРОМ» (ИНН 7709976356) | действующее по состоянию на 2020 год                                                            |
| ООО "Инжиниринговый центр «Русэлпром» (ИНН 7731289542) | разработка новой продукции и сопровождение РКД | ООО «Русэлпром» (ИНН 7701536427)                      | ООО «Русэлпром» (ИНН 7701536427) | с 10.08.2019 малое предприятие, действующее по состоянию на 2020 год                            |
| ООО «РУСЭЛПРОМ-МС» (ИНН 9729257674) | проекты в области судостроения                 | Свиридов М. С.                                        | ООО «Концерн РУСЭЛПРОМ» (ИНН 7709976356) | с 10.03.2018 малое предприятие, действующее по состоянию на 2020 год                            |
| ООО «РУСЭЛПРОМ-ТЕХСНАБ» (ИНН 9729270629) | поставка                                       | Буслюк М. И.                                          | ООО «Концерн РУСЭЛПРОМ» (ИНН 7709976356) | с 10.05.2018 микропредприятие, действующее по состоянию на 2020 год                             |
| ООО «РУСЭЛПРОМ-УРАЛ» (ИНН 5904292317) | региональный агент                             | Ефимов А. В.                                          | 51 % ОАО Электротехнический концерн «Русэлпром» (ИНН 7709689143), 49 % Ефимов А. В.                                                                    | действующее по состоянию на 2020 год                                                            |
| ООО «Русэлпром-Кузбасс» (ИНН 4205279390) | региональный агент                             | Пильненский С. П.                                     | ОАО Электротехнический концерн «Русэлпром» (ИНН 7709689143)                                                                                            | с 10.08.2018 микропредприятие, действующее по состоянию на 2020 год                             |
| ООО «Русэлпром — Северо-Запад» (ИНН 7817109015) | региональный агент                             | Карандашов И. Н.                                      | ООО «Концерн РУСЭЛПРОМ» (ИНН 7709976356) | действующее по состоянию на 2020 год                                                            |
| ООО «РИЦ» (ИНН) | испытания электродвигателей и генераторов      | Малышев Э. Е.                                         | ООО «Концерн РУСЭЛПРОМ» (ИНН 7709976356) | действующее по состоянию на 2020 год                                                            |
| ООО «Русэлпром-Актив» (ИНН 7703526760) |                                                | Воротников А. В.                                      | 99 % ОАО Электротехнический концерн «Русэлпром» (ИНН 7709689143), 1 % Гловацкий А. В.                                                                  | действующее по состоянию на 2020 год                                                            |
| РУСЭЛПРОМ-Оснастка (ИНН 7709657871) |                                                | Семенченко С. П.                                      | 99 % ОАО Электротехнический концерн «Русэлпром» (ИНН 7709689143), 1 % Гловацкий А. В.                                                                  | действующее по состоянию на 2020 год                                                            |

| Название и реквизиты                                                                               | Функции                                  | Руководство                             | Учредители | Состояние |
| -------------------------------------------------------------------------------------------------- | ---------------------------------------- | --------------------------------------- | --- | --- |
| ОАО "Российский электротехнический концерн «Росэлпром» (ИНН 7703065928).                           | Одно из головных предприятий             | Гловацкий Анатолий Васильевич           | ∙ | Ликвидировано 05.03.2020 по решению налогового органа в связи с недостоверностью адреса. |
| ОАО Владимирский электромоторный завод (ИНН 3328100033)                                            | производственное предприятие             | управляющая организация ООО «Русэлпром» | ОАО "Электротехнический концерн «Русэлпром»                                                                             | Вышел из банкротства (дело А11-13498/2009) мировым соглашением до 2018 года на 1,9 млрд руб. Ликвидировано в 2014 году.                                                                      |
| ООО "Производственный комплекс «Владимирский электромоторный завод» (ИНН 3328475716)               | производство                             |                                         | | ликвидировано 18.09.2018 в результате конкурсного производства |
| ОАО Сафоновский электромашиностроительный завод (ИНН 6726001750)                                   | производственное предприятие             | управляющая организация ООО «Русэлпром» | ОАО "Электротехнический концерн «Русэлпром»                                                                             | Банкротство по делу А62-5097/2009 было завершено мировым соглашением с рассрочкой выплат кредиторам на 1,2 млрд руб. до 2022 года. Был ликвидирован в 2015 году в рамках дела о банкротстве. |
| ООО "Производственное объединение «Ленинградский электромашиностроительный завод» (ИНН 7817038830) | производственное предприятие             | управляющая организация ООО «Русэлпром» | ОАО "Электротехнический концерн «Русэлпром»                                                                             | Вышел из банкротства (дело А56-78860/2009) мировым соглашением до 2018 года. Ликвидировано в 2016 году.                                                                                      |
| ООО РУСЭЛПРОМ-ИНЖИНИРИНГ (ИНН 6673113249)                                                          |                                          | Ликвидатор                              | ОАО "Электротехнический концерн «Русэлпром»                                                                             | Находится в ликвидации с февраля 2015 г |
| ООО «РУСЭЛПРОМ-МЕХАТРОНИКА» ИНН 3328414174                                                         | маркетинг и реализация рыночной политики | Ликвидатор                              | ОАО "Российский электротехнический концерн «Росэлпром» — 100 % долей                                                    | С марта 2015 года в процессе ликвидации, ликвидировано в 2018 году |
| ООО "Торговый дом «Русэлпром» (ИНН 7709515161)                                                     | маркетинг и реализация рыночной политики | управляющая организация ООО «Русэлпром» | ОАО "Российский электротехнический концерн «Росэлпром» — 100 % долей                                                    | Ликвидировано в 2013 году в процессе банкротства, дело А40-130972/09 |
| ООО «Русэлпром» (ИНН 7709402665)                                                                   | управленческо-консультационные функции   | ген. директор Дорохин В. В.,            | ОАО "Российский электротехнический концерн «Росэлпром» — 99,999 % долей                                                 | Ликвидировано в 2013 году в процессе банкротства, дело А40-133200/09 |
| ЗАО «Турбоинжиниринг-РУСЭЛПРОМ» (ИНН 7709704458)                                                   |                                          | Антонов П. В.                           | 50 % ООО «Русэлпром-Актив» (ИНН 7703526760), 40 % ЭЛЛЕРИ ХОЛДИНГС ЛИМИТЕД (BVI), ЗАО «ТУРБОИНЖИНИРИНГ» (ИНН 7705685596) | Ликвидировано 17.07.2017 в связи с непредоставлением отчётности |
| ОАО «Росэлпром» (ИНН 7703065928)                                                                   |                                          |                                         | | ликвидировано 05.03.2020 |
| ООО «Росэлпром» (ИНН 7734145309)                                                                   |                                          |                                         | | действовало по 01.12.2013 |
| ООО «Росэлпром» (ИНН 3328446627)                                                                   |                                          |                                         | | ликвидировано 14.08.2017 |

### Ленинградский Электромашиностроительный Завод
Существует с 1933 г. На рынке электрических машин завод также известен как ОАО «НОВАЯ СИЛА».

### НИПТИЭМ
Бывший «Всесоюзный научно-исследовательский проектно-конструкторский и технологический институт электромашиностроения»
40 лет известен как ведущий научно-технический центр по разработке,
исследованию и производству низковольтных асинхронных электродвигателей мощностью до 400 кВт.

### Владимирский Электромоторный Завод
Строительство завода началось в 1950 году. Пять лет спустя литейный корпус выдал первую продукцию, это событие и стало точкой отсчета в истории предприятия.

### Сафоновский электромашиностроительный завод
1961 г Постановлением Совета Министров РСФСР № 147 от 30 января 1961 года в городе Сафоново Смоленской области был создан завод по производству синхронных электротехнических машин на базе Центральных электромеханических мастерских треста «Дорогобужшахтстрой».

### Русэлпром-Инжиниринг
Компания создана в 2004 году в городе Екатеринбурге в результате отделения специалистов конструкторского отдела гидрогенераторов ОАО «Уралэлектротяжмаш», в связи с прекращением выпуска гидрогенераторов на УЭТМ. В 2006 году произошло укрупнение компании за счет организации отдела электрических машин на базе ведущих специалистов одноимённого отдела завода «Уралэлектротяжмаш», имеющих богатый опыт проектирования, ведения производства, монтажа и испытаний крупных электрических машин на объектах атомной, тепловой и гидроэнергетики, промводоснабжения крупнейших промышленных предприятий, ирригационных и судоходных каналов, на объектах коммунального хозяйства, а также для нужд различных отраслей промышленности и транспорта.

## Деятельность
В 2007—2009 гг. на заводах концерна были установлены современные станки, спроектированные и изготовленные по спецзаказу (предприятиями Minster Machine, США; Von Roll Switzerland, Швейцария; CAM Innovation, США и др.).
В 2017 году Русэлпром и Министерство энергетики Монголии заключили договор о двустороннем сотрудничестве.
Русэлпром являлся поставщиком трёх гребных электродвигателей Ледокола «Арктика» один из которых при пусконаладочных работах вышел из строя, Ленинградский электромашиностроительный завод, являвшийся производителем ГЭД, заявил о невозможности восстановления двигателя.

### Электропоезд Сокол-250
Силами концерна Русэлпром был разработан асинхронный тяговый двигатель ТАД355-675-6УХЛ2 для работы в составе привода колес скоростного электропоезда «Сокол». В апреле 2002 г. все работы по электропоезду были окончательно остановлены, их финансирование со стороны МПС России прекращено. Какое-то время электропоезд находится на производственных площадях ОАО «Завод Трансмаш» в г. Тихвин, а потом был передан в музей Московской железной дороги. Основными причинами закрытия были названы: несоответствие техническим требованиям безопасности и комфортности поезда и недостаток средств финансирования.
Проект назван дорогостоящей «исторической ошибкой»

### CombiDrive
С 2006 года компания Siemens и VACON по партнёрскому договору с концерном Русэлпром производят на собственных предприятиях частотные преобразователи частоты под маркой CombiDrive мощностью от 0,37 кВт до 2000 кВт. В том числе и с бездатчиковым способом векторного регулирования (Vector Control Sensorless). Преобразователи частоты применяются для изменения и регулирования скорости вращения низковольтных двигателей переменного тока с нагрузкой постоянного типа (конвейеры, привода автоматических дверей и т. д.) или вентиляторного типа (центробежные насосы, вентиляторы и т. д.) для управления процессами с высокими динамическими характеристиками.
Габаритные размеры самого малого устройства, представленного на фото: Ш*В*Г 73*173*149 мм, масса 1 кг.

### Гибридный привод городского автобуса
На Международном автотранспортном форуме, Москва, 9 — 12 сентября 2008 г. «Группа ГАЗ» представила городской автобус ЛИАЗ 5292 с гибридным приводом. Автобус ЛИАЗ 5292 — результат совместной работы концерна «РУСЭЛПРОМ» и Ликинского автобусного завода.
В мае 2012 г. корпорация «Богдан» и концерн «Русэлпром» в рамках московской выставки «CityBus Expo 2012» представили гибридный городской автобус «Богдан-А70522». «Русэлпром» поставляет украинскому партнеру комплект тягового электрооборудования (двигатель, генератор, аккумулятор, буферный накопитель, батарею топливных элементов).

### Электропривод пропашного трактора
В мае — июне 2008 г. проведены полигонные испытания трактора с КТЭО. Испытания включали:
- весной 2010 — проверку тяговых характеристик, в том числе максимального усилия на крюке;
- проверку движения на всех диапазонах, в том числе движения с максимальной скоростью;
- проверку КПД при движении в различных режимах.

Испытания подтвердили планируемые характеристики трактора.
Кроме того, была осуществлена пробная пахота, с измерением потребления топлива. Результаты испытаний позволяют надеяться на лучшее, ведётся дальнейшая работа по улучшению характеристик привода.
В октябре 2009 года решением экспертного комитета Немецкого сельскохозяйственного общества (DLG) энергоэффективному трактору «Беларус-3023» с электротрансмиссией, созданной концерном «РУСЭЛПРОМ», присвоена Серебряная медаль международной выставки «Agritechnica-2009».

### Безредукторный электропривод лифта на базе асинхронного двигателя
В 2009 году концерн Русэлпром приступил к серийному выпуску безредукторного привода лифта повышенной комфортности. В основе привода лежит асинхронный электродвигатель специального назначения, который питается преобразователем частоты. При такой компоновке можно использовать двигатель с мощностью меньше на 40 %, чем в классической компоновке. Первый опытный образец был установлен в центральном офисе концерна Русэлпром в Москве.

### Атомная энергетика
Концерн Русэлпром является поставщиком электротехнического оборудования для нужд Росатома и концерна ТВЭЛ.

### Поставки продукции в ЕС
В 2010 г. концерн «Русэлпром» отгрузил два сделанных на предприятиях концерна гидрогенератора совокупной мощностью 10800 кВА для строительства ГЭС «Меголо» в Пьемонте (Северная Италия). Гидрогенераторы были запущены в эксплуатацию в августе 2010 г.

## Признание
Концерн «Русэлпром» стал лауреатом Национальной бизнес-премии «Компания года 2010» в номинации «Инновационный лидер года». Премия была вручена 9 ноября 2010 г. в отеле The Ritz-Carlton Moscow.
В 2012 и 2013 гг. концерн «Русэлпром» занял 347 место в рейтинге крупнейших российских компаний рейтингового агентства РА «Эксперт».
По состоянию на 2020 год входит в список системообразующих предприятий России.